# Shen Xue
Shen Xue (Chinees: 申雪, Harbin, 13 november 1978) is een Chinees voormalig kunstschaatsster. Shen en haar schaatspartner, en tevens echtgenoot, Zhao Hongbo werden in 2010 als eerste Chinese kunstschaatsers olympisch kampioen bij de paren. Zowel bij de Winterspelen van 2002 als van 2006 veroverden de twee nog de bronzen medaille. Shen en Zhao, drievoudig wereldkampioen, namen deel aan vier edities van de Olympische Winterspelen: Nagano 1998, Salt Lake City 2002, Turijn 2006 en Vancouver 2010.

## Biografie

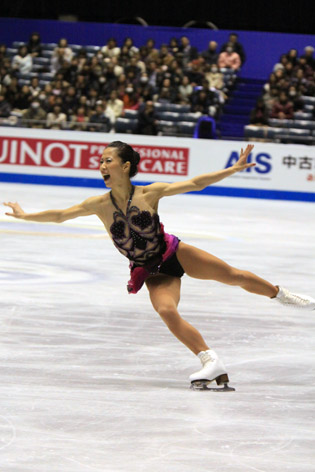
Shen Xue (2009)

De in Harbin geboren Shen begon als soloschaatser. In 1992 werd ze aan haar schaatspartner Zhao Hongbo gekoppeld, nadat zijn vorige partner stopte met schaatsen. Hun toenmalige coach Yao Bin maakte bij de WK 1980 deel uit van de eerste Chinese delegatie op de wereldkampioenschappen kunstschaatsen. Shen en Zhao speelden in de beginjaren van hun sportieve carrière geen grote rol bij de internationale kampioenschappen, maar eindigden in 1998 tijdens de Olympische Winterspelen in Nagano op de vijfde plaats. In 1999 wonnen ze de zilveren medaille bij de WK, gevolgd door nogmaals zilver bij de WK 2000 en brons bij de WK 2001.
Bij de WK 2002 werden Shen en Zhao als eerste Chinese paarrijders wereldkampioen bij het kunstschaatsen. In 2003 en 2007 wonnen ze eveneens de gouden medaille op de WK. Tijdens een training scheurde Zhao in augustus 2005 zijn achillespees. Hij was daardoor maanden uit de running. Vlak voor de Olympische Winterspelen in Turijn nam het stel weer deel aan wedstrijden. In 2007 trokken ze zich terug uit de competitie, om in het olympische seizoen 2009-10 terug te keren. Bij de Olympische Winterspelen 2010 in Vancouver veroverden Shen en Zhao, na olympisch brons in 2002 en 2006, de gouden medaille. Vlak erna stopten ze definitief.
Shen en Zhao trouwden in 2007. In 2013 werd hun dochter geboren.

## Persoonlijke records
Shen/Zhao
| records             | punten | datum      | toernooi |
| ------------------- | ------ | ---------- | -------- |
| Hoogste totaalscore | 216.57 | 15-02-2010 | OS       |
| Hoogste korte kür   | 076.66 | 14-02-2010 | OS       |
| Hoogste vrije kür   | 139.91 | 15-02-2010 | OS       |

## Belangrijke resultaten
| Kampioenschap                | 92/93 | 93/94 | 94/95  | 95/96 | 96/97 | 97/98 | 98/99  | 99/00  | 00/01  | 01/02 | 02/03  | 03/04  | 04/05  | 05/06 | 06/07 |  | 09/10 |
| ---------------------------- | ----- | ----- | ------ | ----- | ----- | ----- | ------ | ------ | ------ | ----- | ------ | ------ | ------ | ----- | ----- |  | ----- |
| Olympische Spelen            |       |       |        |       |       | 5e    |        |        |        | Brons |        |        |        | Brons |       |  | Goud  |
| Wereldkampioenschap          |       | 21e   |        | 15e   | 11e   | 4e    | Zilver | Zilver | Brons  | Goud  | Goud   | Zilver | t.z.t. |       | Goud  |  |       |
| Viercontinentenkampioenschap |       |       |        |       |       |       | Goud   |        | Zilver |       | Goud   |        |        |       | Goud  |  |       |
| Aziatische Spelen            |       |       |        | Goud  |       |       | Goud   |        |        |       | Goud   |        |        |       | Goud  |  |       |
| Grand Prix-finale            |       |       |        |       |       | 4e    | Goud   | Goud   | Brons  | Brons | Zilver | Goud   | Goud   |       | Goud  |  | Goud  |
| Nationaal kampioenschap      | Goud  | Goud  | Zilver | Goud  | Goud  | Goud  | Goud   |        | Goud   | Goud  |        |        |        |       |       |  |       |

1908: Anna Hübler / Heinrich Burger ·
1920: Ludovika Jakobsson / Walter Jakobsson ·
1924: Helene Engelmann / Alfred Berger ·
1928: Andrée Joly / Pierre Brunet ·
1932: Andrée Brunet / Pierre Brunet ·
1936: Maxi Herber / Ernst Baier ·
1948: Micheline Lannoy / Pierre Baugniet ·
1952: Ria Baran / Paul Falk ·
1956: Sissy Schwarz / Kurt Oppelt ·
1960: Barbara Wagner / Robert Paul ·
1964: Ljoedmila Belooesova / Oleg Protopopov ·
1968: Ljoedmila Belooesova / Oleg Protopopov ·
1972: Irina Rodnina / Aleksej Oelanov ·
1976: Irina Rodnina / Aleksandr Zajtsev ·
1980: Irina Rodnina / Aleksandr Zajtsev ·
1984: Jelena Valova / Oleg Vasiljev ·
1988: Jekaterina Gordejeva / Sergej Grinkov ·
1992: Natalja Misjkoetjonok / Artoer Dmitrijev ·
1994: Jekaterina Gordejeva / Sergej Grinkov ·
1998: Oksana Kazakova / Artoer Dmitrijev ·
2002: Jelena Berezjnaja / Anton Sicharoelidze en Jamie Salé / David Pelletier ·
2006: Tatjana Totmjanina / Maksim Marinin ·
2010: Shen Xue / Zhao Hongbo ·
2014: Tatjana Volosozjar / Maksim Trankov ·
2018: Aliona Savchenko / Bruno Massot ·
2022: Sui Wenjing / Han Cong
- Library of Congress Control Number: no2015001012
- Virtual International Authority File: 95051956